# Clodo Feltri
Clodo Feltri nominato anche Clodio Carpi Feltri (Carpi, 29 ottobre 1896 – Carpi, 13 marzo 1982) è stato un politico italiano.

## Biografia
Aderisce al Fascismo nel 1920 ed è uno dei primi animatori del Fascio di Modena. Dopo le elezioni del 1921 entra a far parte del consiglio della Federazione dei Fasci di Combattimento quale responsabile della sezione di Carpi, dove di lì a pochi mesi diventa assessore nella giunta composta dal sindaco Salesio Schiavi. Dopo la fondazione del Partito nazionale fascista continua a rimanere membro del consiglio federale e nel 1927 viene nominato podestà di Carpi. A seguito di un rivolgimento negli equilibri locali del PNF viene nominato ispettore del partito sotto la segreteria federale di Cosimo Manni, del quale prende il posto nel 1936. L'anno successivo acquista la proprietà de La gazzetta dell'Emilia, che diventa organo ufficiale del PNF locale. Ricopre la carica di direttore della filiale locale dell'AGIP, per la quale viene indagato per la vendita a profitto personale di benzina destinata ad usi agricoli concedendo nel contempo a un suo parente alcuni appalti per lavori edili commissionati dall'ente. È inoltre al centro di uno scandalo per la vendita di farina prodotta dal molino di suo cugino e tagliata con polvere di marmo per aumentarne il peso.